# Villers-Chemin-et-Mont-lès-Étrelles
Villers-Chemin-et-Mont-lès-Étrelles település Franciaországban, Haute-Saône megyében. Lakosainak száma 123 fő (2022. január 1.). Villers-Chemin-et-Mont-lès-Étrelles Étrelles-et-la-Montbleuse, Frasne-le-Château, Oiselay-et-Grachaux, Vantoux-et-Longevelle és Velleclaire községekkel határos.

## Népesség
A település népessége az elmúlt években az alábbi módon változott:
| Lakosok száma | 124  | 121  | 122  | 123  | 123  | 123  | 122  | 122  | 123  |
|               | 2013 | 2015 | 2016 | 2017 | 2018 | 2019 | 2020 | 2021 | 2022 |